# Antonio Alcántara
Antonio Alcántara Barbadillo (Sagrillas, Albacete, 7 de febrero de 1926 - Sagrillas,Albacete,20 de mayo de 2021) es un personaje de ficción de la serie española Cuéntame cómo pasó, interpretado por el actor Imanol Arias. Es el padre de una familia de clase trabajadora tradicional, casado y con cuatro hijos, que vive en Madrid. Es un hombre que se ha hecho a sí mismo, trabajador, emprendedor, empresario, político. Con el paso de los años, pasó de ser un humilde ordenanza, a llegar a formar parte del Gobierno de España. Antonio fallece a la edad de 95 años en el penúltimo capítulo, emitido el jueves 20 de mayo de 2021, de la temporada 21, parte de la cual narra el presente de los años 2020/2021.

## Primeros años
Antonio nació el 7 de febrero de 1926 en el pueblo ficticio de Sagrillas (Albacete). Es hijo de Eusebio Alcántara Buendía, "El Tuerto" y Purificación Barbadillo Sánchez.
Antonio es el cuarto de cinco hermanos: Gonzalo y José, que murieron durante la guerra; Miguel, fallecido a causa de un infarto en septiembre de 1986; y Aurelia, fallecida de tifus durante la posguerra.
Tuvo una infancia difícil, vivió la escasez de la época y a las trágicas muertes de sus hermanos hay que sumarle el gran trauma que le causó la muerte de su padre. Don Mauro, el cacique del pueblo, le mandó fusilar durante la guerra, debido a los celos que sentía por un amor no correspondido por su madre, Pura.
Durante aquellos años, cuando era un niño, vio un avión aterrizar en un prado del pueblo y despegar de nuevo. Se quedó atónito mirando al cielo durante horas para ver si volvía, lo que le valió a los vecinos para ponerle el apodo de "el Parriba".
Esta escena fue recreada en el capítulo 329 (el último de la 18.ª temporada), aunque con ligeras modificaciones: en un sueño de un Antonio afectado por la muerte de su hermano, recuerda cómo en el año 1937, en un juego en el que le mandaban fusilar, pasaba un avión de guerra justo antes de la orden de "¡Fuego!" y lo señaló gritando: "¡Ahí! ¡Mirad p'arriba!". Esta escena fue interpretada por el niño actor Marcos Sáez.

## Familiares
El 22 de octubre de 1947, se casó con una joven del pueblo, Mercedes Fernández. De este matrimonio, nacieron sus cuatro hijos: Inés (1948), Toni (1950), Carlos (1960) y María (1971).
Cuando sus dos primeros hijos eran pequeños, Antonio consiguió un trabajo de ordenanza en el Ministerio de Agricultura, por lo que se trasladó con su familia a Madrid, al humilde barrio de San Genaro. Allí vivieron él, su mujer, sus 2 hijos y su suegra Herminia. Poco después de eso, nació su tercer vástago, Carlos, y varios años más tarde, María, la última hija.
Entre el otoño de 1969 y la primavera de 1970, su madre, Pura, se trasladó a vivir unos meses con ellos debido a su enfermedad. La mujer volvió a su pueblo natal poco tiempo antes de morir.
En 1973, su hermano Miguel perdió su trabajo de chapista en Citroën, en Francia y se separó de su mujer, Marie-Chantal, para volver a España. En julio de 1976, se casó con Paquita Ramos, 28 años más joven que él, con la que tuvo 3 hijas.
También es abuelo de 6 niños: Antonio Oriol (1975), hijo de Inés y de Eugenio Domingo (1930-1982); Santi (1979), hijo de Toni y su primera esposa, Juana Andrade (1944-2001); Olivia (1986) y Adrián (2002), hijos de Carlos y Karina Saavedra (1960); Sol (1990), la hija de Toni con su nueva esposa, Deborah Stern (1959) y Alba (2002), hija de María.

## Amistades
- Desiderio Quijo, "Desi" (†): el mejor amigo de Antonio desde su llegada al barrio. Callista de profesión, más tarde regenta una tienda de electrodomésticos y un videoclub. Se casa con Clara, la vecina de los Alcántara, en 1972. Fallece en 1983, estando en el pueblo. Antonio, Mercedes, Clara y Josete (el hijo de esta) lanzan sus cenizas desde lo alto de la parroquia. Como homenaje a la muerte del actor que lo interpretaba, el equipo de la serie bautizó una de las calles del barrio como Calle del Dr. Roberto Cairo.
- "Tinín/Tino" (†): dueño de la Bodega Nalón. Vendió el negocio a Paquita y Miguel en los años 70 y volvió a su pueblo natal. Siempre prohíbe que se hable de política en su bar para no meterse en problemas; pero es lo único de lo que se habla allí.
- Ramón Pascual: el mecánico del barrio, pluriempleado como taxista junto con el hermano de Antonio, Miguel. Es un hombre falangista y del Madrid, lo que en más de una ocasión ha sido causa de cómicos enfrentamientos entre él y Miguel (comunista y del Atlético de Madrid), pero en realidad es su mejor amigo.
- Eladio Contreras, "Cervan" (†): el quiosquero del barrio. Es un hombre mayor, un poco fuera de sus cabales y ultramonárquico. Tiene una gran relación de amistad con Carlitos, Luis y Josete.
- Don Pablo Ramírez Sañudo (†): el jefe de Antonio en la imprenta. Hombre muy adepto al régimen franquista, introdujo a Antonio en las altas esferas. Le atribuyó todas las responsabilidades del escándalo de Construcciones Nueva York, lo que casi le cuesta la cárcel a Antonio. Volvió años más tarde para empezar con Antonio nuevos proyectos empresariales. A su muerte en 1981, le lega un club de alterne: el Club 2001.
- Curro "Trotski": el segundo de Antonio cuando trabajaban en Gráficas Hnos. Usillos y en Alcántara Rotopress.
- Ernesto Ochotorena: el hombre que guio a Antonio en sus inicios en la Unión de Centro Democrático.
- Rafa Prieto: el hombre que introdujo a Antonio en el mundo de las timbas de póquer en 1974.
- Santos "Cuco": conoce a Antonio en 1987, cuando comparten casa en su curso de inglés. En su juventud, fue conductor de camiones y autobuses; pero pasó años sin ponerse al volante de nada después de matar a un hombre en un accidente de tráfico en la Semana Santa de 1979. Es el socio de Antonio en Viajes Milano y se casó con Clara en 1990.

## Vida laboral
- Ministerio de Agricultura e Imprenta Ramírez Sañudo

En los años 50, cuando Antonio llegó a Madrid, trabajaba por las mañanas como ordenanza en el Ministerio de Agricultura. Su escaso sueldo hacía que la familia no llegase a fin de mes, por lo que se pluriempleó, trabajando por las tardes en la imprenta Ramírez Sañudo, bajo la dirección de su corrupto jefe, Don Pablo.
En 1968, Don Pablo puso a la venta una Minerva que compraron Antonio y sus amigos Desi, Tinín y Cervan. Con ellos como socios, intentó realizar su sueño de tener una imprenta propia: Alcántara y Otros. Sin embargo, el desorden, el impago de los clientes y la demanda de su empleado le obligaron a cerrar esta efímera aventura.
- Construcciones Nueva York

En 1969, al calor del boom inmobiliario de fines de la década de 1960, Don Pablo decidió montar una promotora de viviendas llamada Construcciones Nueva York. Antonio, que poco a poco había ido ganándose la confianza de su jefe, abandonó sus dos anteriores empleos para dedicarse a la venta de pisos, donde pronto empezó a ganar dinero fácil.
Se fue convirtiendo en un hombre más culto y refinado. Haciendo lucir su don de gentes, empezó a acudir a comidas de negocios en el Restaurante Lhardy y a codearse con personas de la alta sociedad madrileña. Su nuevo trabajo le permitió comenzar a tener aspiraciones: siempre vestía de traje, invitaba a sus amigos, se compró un coche...
En 1970, un ambicioso proyecto que los debería haber encumbrado, una urbanización de lujo, acabó suponiendo la ruina para Antonio: una vez vendidas las viviendas, nunca llegaron a construirse, al tiempo que Jorge Lastra, el socio de Don Pablo, se fugó con el dinero. Antonio descubrió con el tiempo que todo fue una trama corrupta de Don Pablo, cuya estrategia era nombrarle a él director gerente para que fuera el responsable legal y poder culparle del delito de estafa.
- Vuelta al Ministerio y Meyni

Tras el escándalo de la constructora, Antonio se vio obligado a volver de su excedencia en el Ministerio. Se sentía fracasado y realizaba su trabajo con total dejadez. Pasaba las tardes en la taberna de Tinín, bebiendo y jugando al mus, mientras esperaba con abulia la llegada su jubilación.
Todo cambió cuando reaparece Don Pablo, dispuesto a ser socio inversor en Meyni, la boutique de moda de Mercedes y Nieves Carranza. Crearon así el Grupo Ramírez Sañudo, y consiguió que Antonio dejara nuevamente el ministerio para ser el jefe de ventas de esta nueva empresa.
Sin embargo, la crisis económica de 1971 hizo que la situación económica de la empresa empeorase. Los reajustes y divergencia de opiniones acabaron enfrentando a Merche y a Don Pablo, que dejó de lado ese negocio para dedicarse a otras cosas, llevando siempre a Antonio con él.
- ExpoSov

Enfadado y distanciado de su mujer, Antonio abandonó Meyni para colaborar con Don Pablo en su nueva andadura, Exposov. Esta empresa se dedicaba a la exportación de todo tipo de productos españoles (calzado, frutas, ropa interior...) a la Unión Soviética de Brézhnev. Tal es así que ambos acabaron haciendo un insólito viaje de negocios al mismísimo Moscú tras el telón de acero.
No obstante, debido al contexto de la crisis en 1972, Pablo Ramírez Sañudo acabó clausurando sus empresas.
- Gráficas Hnos. Usillos

A finales de 1972, Antonio volvió a lo que mejor sabía hacer, trabajar en las imprentas. Entró como encargado en una nueva imprenta, Gráficas Hermanos Usillos. En otoño de 1973, la crisis endeudó a los dueños y cayeron en la quiebra. Los empleados decidieron comprar la imprenta pese a las deudas, montar una cooperativa y designar a Antonio gerente.
Se mantuvo años al frente de la misma, con sus compañeros Paulino y Curro, al que llama Trotski. Durante esos años volvió a hacer negocios con Don Pablo, salido de la cárcel, y con otros socios importantes como Rafa Prieto.
- Alcántara Rotopress

En el verano de 1976, se disolvió la cooperativa y Antonio se hizo con la propiedad de la imprenta. Por fin, a sus 50 años, se convirtió en propietario único de su propia empresa, que llamó Alcántara Rotopress.
Dentro de esta nueva empresa, se asoció con Don Pablo para fundar la revista Por Supuesto, una publicación del destape y actualidad política, de la cual nombró director a su hijo Toni. Finalmente, la revista acabó entrando en crisis y acarreándole varios disgustos y problemas de salud. Tras sufrir un infarto, acabó desprendiéndose de la revista.
Finalmente, en el otoño de 1978, Antonio vendió su imprenta para dedicarse en exclusiva a su nueva e influyente carrera política.
- Ministerio de Agricultura

Gracias a su carrera política, consigue el puesto de director general de Producción Agraria.
- Estandartes y Banderas

Tras dejar de lado la política, la familia Alcántara atravesaba una seria crisis económica debido a la pérdida de sus ahorros en la quiebra del Banco de Granada. Intentó hacerse con algunos trabajos de alto ejecutivo, pero se dio cuenta de que estaba desfasado para las nuevas exigencias de un mercado en apertura.
A finales de 1979, se empleó en un concesionario de coches, haciendo algo que siempre se le había dado bien: vender. Sin embargo, al poco tiempo de empezar en este empleo, tuvo una visión de negocio: fabricar todo tipo de banderitas, al calor de la nueva fiebre de la España de las autonomías que se gestaba en esos años. La empresa, Estandartes y Banderas, comenzó de forma artesanal en el local donde estaba la antigua tienda de electrodomésticos de su amigo Desi, uno de sus socios. Aunque los inicios fueron complicados, lograron hacerse un hueco en el mercado, y consiguieron una importante cartera de clientes, entre ellos la Junta de Andalucía.
- Aceite y vino

En 1981, Rocío, la nueva novia sevillana de Miguel, les propuso la idea de vender en Madrid garrafas de aceite de oliva virgen importado directamente de almazaras sevillanas. Antonio empezó a venderlo a granel por el barrio, y llegó a estar a punto de cerrar un contrato con un inversor americano interesando en exportar y venderlo en los Estados Unidos. Sin embargo, este negocio se fue al traste cuando empezaron a darse casos por el barrio de neumonía atípica, de la cual los hermanos Alcántara fueron señalados por los vecinos, ya que dicha enfermedad se transmitía a través del aceite de colza, vendido a granel en garrafas.
- Bodegas Alcántara-Fernández e hijos

Tras el desastre del aceite, los Alcántara se fueron a Sagrillas y decidió abrir una bodega de vino con un antiguo amigo del pueblo, Rodolfo Miravete, "el bragazas", casado con Margaret una enóloga inglesa. Desde el inicio del proyecto todo fueron problemas: no se ponía de acuerdo con su socio sobre el nombre de la empresa,  acabó abandonando el proyecto tras encontrar una fosa justo enfrente de la bodega, en la que se encontraban los restos del padre de Antonio, luego se juntó con Mauro Valcárcel (el hombre más rico del pueblo) aunque también tuvieron sus diferencias y encontronazos.
Actualmente, es el negocio al que sigue dedicándose.
- Club 2001

En 1981, Don Pablo falleció inesperadamente. Antonio fue llamado por sorpresa a la lectura del testamento de Pablo, que inesperadamente le cedió en herencia una participación en el Club 2001. Antonio se llevó una gran sorpresa cuando descubrió que el 2001 era un club de alterne, y que la propiedad estaba compartida con Lola, la antigua secretaría de Don Pablo, con quien este mantuvo un idilio durante la estafa de Construcciones Nueva York. Antonio intentó venderle su parte a Lola para desprenderse del local cuanto antes, pero la inexperiencia de esta al frente de negocios hizo que la situación se alargara más de lo esperado.
- Viajes Milano

De la mano de su amigo Santos, Antonio decidió crear en 1987 una agencia de viajes del IMSERSO llamada Viajes Milano en honor al apelativo con el que se refiere a su esposa Merche. Esto, sin embargo, le costó muchas discusiones y muchos distanciamientos con ella. A partir de 1990, se dedicó a intentar conseguir que su flota de autobuses cubriera la ruta Madrid-Sevilla para la Expo 92.
- Línea 906

En 1993, debido a la crisis económica en España, Viajes Milano no generaba ingresos suficientes para mantener a todo el personal, por lo que Antonio se vio obligado a prescindir de Casandra, la pareja de Ramón, en la agencia. Esta comprendió la situación y ofreció a Antonio y a Santos formar parte del negocio que planeaba emprender tras su despido: una línea 906 para echar las cartas del tarot (ya que Casandra era tarotisa). En abril de 1994, Antonio consideró dejar el negocio porque su suegra, Herminia, había sido usuaria de la línea y esto encareció considerablemente la factura de teléfono de los Alcántara y su hija Inés le espetó que esas líneas eran una estafa para gente tan ingenua como Herminia.

## Carrera política
Durante la primavera de 1977, durante una estancia en Sagrillas, Maurín, el hijo de la familia más influyente del pueblo, convenció a Antonio para que entrase en política de la mano de la democracia cristiana que acabó integrándose en la UCD de Adolfo Suárez. Antonio, convertido en un empresario de éxito, colaboró activamente en el partido, imprimió en su empresa los carteles de la campaña electoral... e incluso se convirtió en uno de los avalistas de la formación.
Finalmente, Antonio se presentó a las elecciones de 1977 como uno de los cabezas de lista de UCD por Albacete, aunque finalmente no consigue su ansiado escaño. Sin embargo, ante la sorpresa de todos, fue nombrado director general del Ministerio de Agricultura, el mismo del que fue ordenanza años atrás. Sus inicios en el cargo fueron muy duros debido a su inexperiencia política, no obstante consiguió salir airoso de varios problemas. Sin embargo, en diciembre de 1978, en vísperas del referéndum de la Constitución, el desalojo de unos huelguistas en el ministerio, provocó que el partido obligase a Antonio a dimitir. Humillado y despreciado por compañeros del partido como Ochotorena y Félix Maceiras, abandonó el ministerio y su afiliación a la UCD.
Consternado por haber sido echado del gobierno por la puerta de atrás, Antonio no se resignó a dejar la política. De este modo, fundó la Unión de Centro Manchego con el propósito de presentarse como candidato a la alcaldía de Sagrillas en las elecciones municipales de 1979. Al final abandonó el proyecto y se apartó de la vida política.
A finales de 1979, enterados en el partido de los problemas económicos de los Alcántara, Maceiras le ofrece un nuevo cargo: Delegado para la Producción Agropecuaria Autonómica. Antonio renuncia al cargo nada más entrar en su nuevo despacho, al darse cuenta de que es un cargo totalmente inventado y sin función alguna, que le han concedido únicamente por hacerle un favor. Deja definitivamente el ministerio, espetándole a Maceiras que no va a aceptar ningún puesto de paniaguado.
En 1980, con la UCD en horas bajas, la cúpula del partido decidió recompensar a Antonio por la lealtad que siempre les mostró y le ofrecieron el cargo de gobernador civil de Albacete; recibió incluso una llamada del propio Suárez, pero finalmente acabó rechazando el cargo para centrarse en la recuperación del cáncer que sufrió Mercedes.
Cronología
- 1977-1978 Democracia cristiana - Unión de Centro Democrático
- 1979 Unión de Centro Manchego
- 1980-1981 Unión de Centro Democrático
- 1982-1993 Centro Democrático y Social
- 1993-2008 Partido Popular
- 2008-2014 Unión Progreso y Democracia
- 2014-2019 Ciudadanos-Partido de la Ciudadanía
- 2019-2021 Frente Obrero

## Problemas personales
- Problemas con los hijos:

La adolescencia de sus hijos mayores, Inés y Toni le trajo a Antonio un sinfín de disgustos.
Inés se fugó a Londres, donde mantuvo una relación con Mike, un joven inglés que la introdujo en el mundo hippy, y con el que se trasladó a una comuna en Ibiza. También se enfrentaron en otras ocasiones, como cuando decidió entrar en el mundo del teatro. También discutieron por sus relaciones amorosas, como cuando tuvo una relación con Diego  Barrios, un director de teatro mucho mayor que ella, o cuando decidió casarse con Eugenio, el cura del barrio. Sin embargo, Inés recibió su apoyo cuando fue erróneamente encarcelada al ser relacionada con unos terroristas, y cuando tuvo que exiliarse a París.
Por su parte, Toni dejó embarazada a Marta Altamira, la hija de un alto cargo del gobierno. Esta también introdujo a Toni en el mundo de la política, y se acabó uniendo al clandestino Partido Comunista, por lo que llegó a sufrir varias detenciones y problemas con la justicia. Este motivo llevó a Antonio a tener un sinfín de enfrentamientos con su hijo, al que quiso mantener lejos de la política, que era una fuente de problemas en esa época. También tuvo que lidiar con otros asuntos, como cuando descubre la relación secreta de su hijo con la vecina Clara, madre soltera, mayor que él.
Con su hijo Carlos, ha seguido esa misma dinámica. Siempre quiso que su hijo Carlos siguiera su estela y nunca le sentó bien que este quisiera formar su propia vida mediante sus propias decisiones. Por esa razón, por ejemplo, mantuvieron una fuerte discusión cuando su hijo dejó la carrera de Económicas en ICADE porque él quería dedicarse a otras cosas. Uno de sus choques más fuertes se produjo en 1985, cuando Antonio se negó a que la bodega hiciera huelga el 20 de junio y despidió a Luis, amigo de la infancia de Carlos, por secundarla. Sin embargo, su hijo recibió su apoyo cuando, entre 1981 y 1982, estuvo encarcelado y Miguel intentó, por todos los medios, sacarle de prisión.
Los problemas con su hija María están empezando a surgir ahora que la chica ha empezado a introducirse en el mundo de las reivindicaciones estudiantiles de mano de su novio Bruno. Cuando esta recibió un tiro en la nalga en una manifestación, Antonio reaccionó de forma muy violenta al enterarse de eso y de que se lo había ocultado su familia.
- Estafa de Construcciones Nueva York:

Cuando Don Pablo nombró a Antonio director gerente de la constructora, este jamás se imaginó el calvario por el que acabaría pasando: Jorge Lastra, socio de Don Pablo cometió un desfalco con el dinero de la promoción ya vendida, que nunca llegó a construirse. Antonio, como gerente de la misma, se convirtió en responsable directo de la estafa, y atravesó un periodo infernal, en el que tuvo que hacer frente desde a acusaciones judiciales a las amenazas de los afectados, que lo creían responsable.
Años más tarde, le abrieron una investigación judicial de la que se vio incapaz de defenderse, ya que, aun siendo inocente, todas las pruebas le incriminaban. Finalmente fue absuelto gracias al testimonio de la secretaria de Don Pablo, que demostraba como era esta quien había urdido aquella estrategia para fugarse con el dinero e inculpar a Antonio.
- Aventuras extramatrimoniales:

En 1971, la relación con su mujer sufre un tortuoso camino: las discusiones y enfrentamientos con ella debido a los negocios en común y a las polémicas con Don Pablo eran constantes y continuadas, por lo que estaban cada vez más fríos y distantes. Antonio conoció a Elisa, una oficinista guapa, soltera y más joven que él, con la que empezó una íntima amistad. Mercedes descubrió en aquella época que se encontraba embarazada de María, y decidió fingir una anemia y marcharse una temporada a Sagrillas para ocultar a todo el mundo su embarazo.
Antonio, que pasó esas semanas apartado de su mujer, quedaba continuamente con Elisa, con la que descubrió otras facetas de la vida, como la literatura o la ópera. Pese a que sintió una gran tentación de cometer una infidelidad, no llegó a hacerlo. Toda relación con Elisa terminó cuando Mercedes volvió a casa ya en avanzado estado de gestación.
En 1982, Antonio conoció a Paz, una periodista casada especializada en vino. Tras varios encuentros, Merche se enteró de la aventura de su marido y lo echó de casa. Durante meses, Antonio vivió solo en un apartotel. Se reconciliaron a principios de 1983, cuando fueron a Tánger creyendo que Toni había muerto en un accidente de tráfico. Años más tarde, Antonio descubre que Paz murió en un accidente de avión el 12 de febrero de 1985.
- Ludopatía:

En 1975, Antonio trabó amistad con un cliente, Rafa Prieto, que acabó convenciéndole para acudir con él a timbas privadas para jugar al chiribito. Antonio se enganchó seriamente, y empezó a acudir a más timbas, donde se reunía con gente que jugaba grandes sumas de dinero. En una mala racha, Antonio empezó a gastarse el dinero de la empresa en el juego y llegó a apostar hasta las escrituras de su propia casa. Incluso su integridad física llegó a correr peligro al enfrentarse a un ajuste de cuentas, ya que acabó endeudándose con un usurero al que pidió dinero. El asunto acabó solucionándose gracias a Mercedes y a su hermano Miguel.
- Problemas de salud:

Antonio Alcántara ha sido siempre un hombre ansioso y nervioso, además de un fumador empedernido. A finales de 1976, sufrió una serie de problemas con su empresa e innumerables deudas que le causó su revista Por Supuesto. La tensión acumulada por el trabajo, los disgustos y las constantes discusiones le hicieron empezar a perder peso y a tener un aspecto desmejorado. Finalmente, una tarde que estaba a solas en su despacho de la imprenta, sufrió una angina de pecho por la que acabó ingresado en el hospital. Años después, estando separado de su mujer, sufrió un infarto sin síntomas que le dejó secuelas que los médicos detectaron más tarde. Unos meses más tarde, cuando él y Merche habían vuelto a retomar su relación, sufrió otro infarto en Sagrillas mientras intentaba salvar a su hija pequeña de un incendio. Debido a eso, Merche se hizo cargo del negocio del vino durante los meses que Antonio estuvo de baja.
En 2020, a sus 94 años, contrajo COVID-19, que finalmente acabó con su vida.
- Problemas económicos:

Después de vender su revista y su imprenta, y pasada su etapa en la política, los Alcántara pasaron de su humilde piso de San Genaro a una acomodada vivienda en el exclusivo barrio de Salamanca. Habían reunido 15 millones de pesetas, que decidieron invertir en unos bonos del Banco de Granada para darles rentabilidad. Desgraciadamente, en 1979, dicho banco fue intervenido por encontrarse en quiebra técnica, por lo que Antonio perdió todos los ahorros de su vida.
Antonio y su familia se vieron obligados a dejar el piso, vender el coche y renunciar a la vida acomodada que habían empezado a llevar para volver a su piso de toda la vida. No obstante, en 1981 y tras un largo proceso, les fueron reembolsados sus 15 millones.
- Aceite de colza:

En la primavera de 1981, gracias a los contactos de Rocío, la novia de su hermano Miguel, decidieron comenzar a vender aceite de oliva a granel directamente traído de almazaras de Sevilla. El aceite empezó a venderse en garrafas por el barrio, y estuvieron a punto de cerrar un acuerdo para exportarlo a América, pero todo se fue al traste cuando empezaron a surgir unos extraños casos de neumonía atípica.
La enfermedad causó muchas muertes y varios miles de infectados de extrema gravedad. Cuando el barrio supo que la fuente de infección eran garrafas de aceite vendido a granel, los vecinos dieron por hecho que el responsable de la enfermedad era Antonio y su aceite, hecho por el cual fueron insultados, amenazados y agredidos. Finalmente, cuando se desveló que la fuente de la enfermedad era el aceite de colza, Antonio quedó libre de culpa. No obstante, decidió trasladarse a vivir a Sagrillas, lejos de miradas y sospechas.
- Depresión:

En el otoño de 1986, Antonio presencia la muerte de su hermano Miguel, lo que le deja sumido en una profunda depresión de la que parece no querer salir pese al empeño de sus hijos (Inés, Toni y Carlos le regalan un coche nuevo y un viaje a Londres; y María le invita a su primer recital como patinadora artística) por sacarle adelante. Finalmente, Antonio logra salir adelante gracias a su suegra, Herminia, quien le recuerda que los vivos son los que cuentan.

## Lista de automóviles
Antonio Alcántara es un auténtico aficionado a los coches. Su pasión le viene desde que vio a gente con poder adquisitivo llevar coches Mercedes cuando era joven y, sobre todo, por la admiración que compartía con su hermano Miguel por los Citroën, ya que este trabajó en París en la fábrica de dicha marca hasta que se separó y volvió a España.
- SEAT 800 (1968): de color verde, lo tuvo entre 1969 y 1970. Fue su primer coche después de sacarse el carnet y se lo compró su familia de segunda mano como regalo de Navidades. Acabó destrozado tras la estafa de Construcciones Nueva York. Matrícula: M-427404
- SEAT 850 (1971): de color rojo, fue el su primer coche nuevo. Es de 4 puertas y lo compró allá por 1971 tras unos meses sin coche. Lo compró cuando emprendió un nuevo negocio con Don Pablo, una empresa textil en la que también estaba Merche. Fue destrozado por Toni y sus compañeros en sus correrías comunistas contra el régimen, en las que sufrió un accidente; después de eso, el coche pasó a ser de color gris. Lo vendió cuando compró el Citroën GS en 1974. Matrícula: M-946235
- Citroën GS (1974): de color beige y en formato familiar. Lo compró en 1974 a estrenar y es el que más le ha durado. Lo tuvo desde 1974 hasta 1983, cuando compraron el BX . Cuando Antonio compró su Mercedes, pasó a ser el coche de Merche. Matrícula: M-1509-AG (Temporadas 8-12) M-8792-BH (Temporadas 13-15)
- Mercedes-Benz W114 (1970): de color azul marino, Antonio lo compró en 1976 y convirtió al Citroën GS en el coche de Merche. Vivió los años dulces de Antonio: el Ministerio, el Barrio de Salamanca... Sin embargo, tuvo que venderlo cuando se arruinó debido a la quiebra del Banco de Granada; pero lo recuperó pocos días después del 23-F . Lo perdió definitivamente en 1983, cuando sufrió un accidente con Paz. Matrícula: M-5439-B
- Citroën BX (1983): de color rojo. Lo compró en octubre de 1983 entregando a cambio el GS. Tuvo un pequeño accidente cuando Mauro arrojó a Antonio a la carretera en un pleno ataque de locura. Tras un viaje a Pozoblanco, sufrió un par de pinchazos y el robo por parte de unos bodegueros portugueses que intentaron que Antonio y Carlos no cerrasen un acuerdo en la plaza de toros de dicho pueblo en el capítulo que coincide con la muerte de Paquirri. En noviembre de 1986 sufre otro percance cuando le detiene la Guardia Civil por exceso de velocidad volviendo a Madrid desde Sagrillas a la altura de Tarancón. Se lo regaló a Carlos en enero de 1987. Este lo accidentó al año siguiente. Cuando Carlos se fue a vivir a Nueva York con su esposa, Karina, Mercedes se quedó con el coche. Matrícula: M-3837-FT
- BMW E28 (1986): de color blanco. Fue, junto con el curso de inglés en Londres, el regalo que le hicieron sus hijos para animarle después de la muerte de su hermano Miguel. En 1990, Merche tiene un accidente con este coche al volver sola a casa de la boda de Clara con Santos. Matrícula: M-1667-HK
- Jeep Wrangler (1994): de color negro. Propiedad de Onofre, el hermano de Paz, la mujer con la que Antonio tuvo un romance extramarital entre 1982 y 1983. Se lo regaló como agradecimiento por haberle ayudado a conseguir la uva que necesitaba para su bodega, ya que Somoza se la quería vender a un precio muy superior al real. Matrícula: SS-9468-AJ